# Пирена (дочь Бебрика)
Пирена (др.-греч. Πυρήνη) — персонаж античной мифологии, эпоним Пиренеев. Рассказ о ней изложен в латинской поэме Силия Италика о Пунической войне и предпослан повествованию о походе Ганнибала. Предполагается, что источником Силия был историк Тимей.
Пирена была дочерью Бебрика, царя нарбоннских бебриков (в античной традиции населяли Малую Азию). Геракл, отправившись за коровами Гериона, будучи пьян от вина, сошёлся с Пиреной. Она родила от него змею и, страшась гнева своего отца, убежала в пустынную местность, где её разорвали дикие звери. На обратном пути Геракл нашёл растерзанный труп и в печали похоронил его. Имя Пирены получили горы, где она умерла и где Геракл громкими воплями, от которых тряслись горы, оплакивал её.
В XIX веке рассказ пытались истолковать либо через сходство со словом «огонь» (др.-греч. πῦρ) (Группе); либо видели в героине ипостась родосской Афродиты Пиренеи (д’Арбуа де Жубенвиль); либо через сходство с рассказом о скифской змееженщине.
Образ Пирены использовали гасконские поэты нового времени. Жан-Клод Пертузе (фр. Jean-Claude Pertuzé) дал четырёхтомному путеводителю по Пиренеям название «Песни Пирены» (фр. Les Chants de Pyrène).